# Microloxia halimaria
Microloxia halimaria är en fjärilsart som beskrevs av Pierre Chrétien 1909. Microloxia halimaria ingår i släktet Microloxia och familjen mätare. Inga underarter finns listade i Catalogue of Life.